# Natural Pharmaceuticals
A Natural Pharmaceuticals étrend-kiegészítők forgalmazójaként működik, Norvégiában gyártott étrend-kiegészítőket forgalmaz. Magyarországon, Lengyelországban, Litvániában, Lettországban, Észtországban, Romániában, Horvátországban és Szlovéniában működik.

## Történet
A Natural Pharmaceuticals-t 2009. november 27-én alapította Knut Erik Karlsen, Reidar Nielsen és Ole Bjorn Fausa Varsóban, Lengyelországban. A Natural Pharmaceuticals kezdeti tőkéjét három cégtől szerezték: Directmarketing AS, Snauskriu Invest AS és Greverud Invest AS.
A Natural Pharmaceuticals 2015 óta tagja a Global Organization for EPA and DHA Omega-3 (GOED) szervezetnek, amely az Omega-3 zsírsavak forgalmazóit és gyártóit képviseli, és különböző országok és közösségek kormányzati képviselőivel együttműködve felügyeli a tagvállalatok gyártási folyamatait.
2020-ban a Natural Pharmaceuticals Sp. z o.o. egyesült az Unicall Communications Group Sp. z o.o.-val, aminek eredményeképpen létrejött az „Unicall” márkanév.

## Tevékenységek
A Natural Pharmaceuticals étrend-kiegészítők forgalmazásával foglalkozik, Norvégiában gyártott étrend-kiegészítőket forgalmaz.
Magyarországon, Lengyelországban, Litvániában, Lettországban, Észtországban, Szlovéniában, Romániában és Horvátországban működik, összesen 3 millió ügyféllel.
A Natural Pharmaceuticals központja Varsóban, Lengyelországban található.
A vállalat étrend-kiegészítői között szerepelnek Omega-3 zsírsavak (köztük egy kifejezetten gyermekek számára kifejlesztett változat), a megfelelő mozgásszervi működést támogató étrend-kiegészítők, a férfiak egészségét elősegítő étrend-kiegészítők, valamint vitamin- és ásványi anyag komplexek.

## Külső hivatkozások
- Natural Pharmaceuticals naturalpharmaceuticals.eu
- Natural Pharmaceuticals omegamarine.hu
- NaturalPharmaceuticalsHU Facebook
- Natural Pharmaceuticals LinkedIn